# Vinnius
Vinnius  (лат.) — род аранеоморфных пауков из подсемейства Amycinae в семействе пауков-скакунов (Salticidae). Три представителя рода распространены в Бразилии и один в Аргентине.

## Систематика
В 2002 году от этого рода были отделены некоторые виды в отдельные роды Frespera и Arnoliseus.

### Перечень видов
- Vinnius buzius Braul & Lise, 2002 — Бразилия
- Vinnius camacan Braul & Lise, 2002 — Бразилия
- Vinnius subfasciatus (C. L. Koch, 1846) — Бразилия
- Vinnius uncatus Simon, 1902 — Бразилия, Аргентина